# Morze Mya

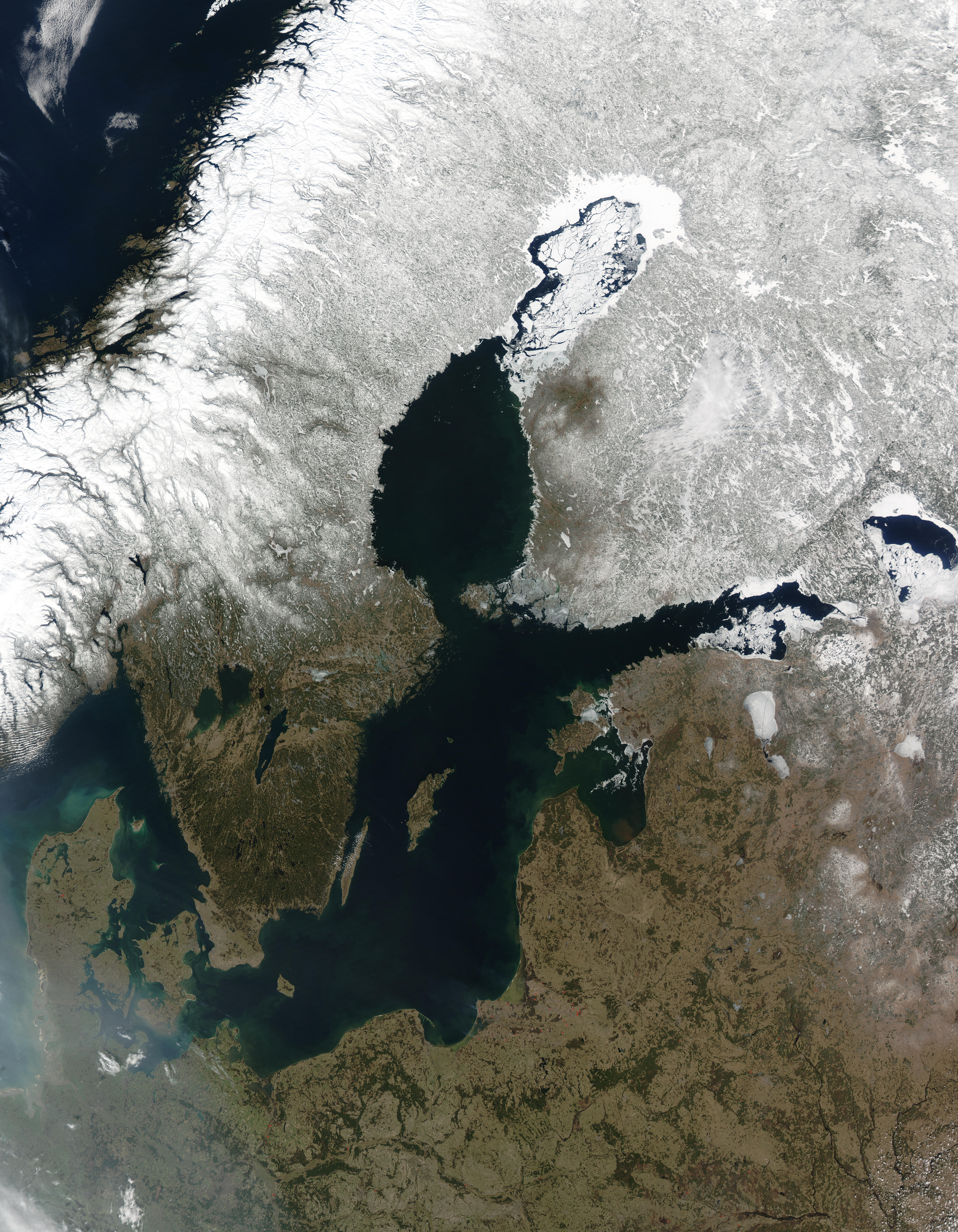
Morze Mya

Morze Mya (Morze Myaowe) – obecne stadium rozwoju Morza Bałtyckiego.
Nazwa pochodzi od małża Mya arenaria. Ponieważ blok skandynawski nadal się podnosi, uczeni przypuszczają, że w najbliższym (geologicznie) czasie zwiększy się napór wód na wybrzeże, powodując zniszczenie zwłaszcza wybrzeży klifowych, ostatecznie odcinając fragment morza i powodując wyodrębnienie akwenu, który w toku dalszej ewolucji zmieni się w jezioro słodkie.